# Campeonato Europeo de Remo de 1973
El LXIII Campeonato Europeo de Remo se celebró en Moscú (URSS) en 1973 bajo la organización de la Federación Internacional de Sociedades de Remo (FISA).
En total se disputaron doce pruebas diferentes, siete masculinas y cinco femeninas.

## Medallero
| Núm. | País           | Oro | Plata | Bronce | Total |
| ---- | -------------- | --- | ----- | ------ | ----- |
| 1    | URSS           | 5   | 3     | 2      | 10    |
| 2    | RDA            | 4   | 4     | 1      | 9     |
| 3    | Rumania        | 1   | 1     | 2      | 4     |
| 4    | Países Bajos   | 1   | 1     | 0      | 2     |
| 5    | RFA            | 1   | 0     | 3      | 4     |
| 6    | Checoslovaquia | 0   | 1     | 1      | 2     |
| 7    | Bélgica        | 0   | 1     | 0      | 1     |
| 7    | Nueva Zelanda  | 0   | 1     | 0      | 1     |
| 9    | Noruega        | 0   | 0     | 1      | 1     |
| 9    | Polonia        | 0   | 0     | 1      | 1     |
| 9    | Reino Unido    | 0   | 0     | 1      | 1     |
|      | TOTAL          | 12  | 12    | 12     | 36    |